# ジョニー・フィンガーズ
ジョニー・フィンガーズ（Johnnie Fingers、本名：John  Moylett、1952年9月10日 - ）はアイルランドのミュージシャン、作曲家。ブームタウン・ラッツのキーボード奏者。

## 来歴
1978年にブームタウン・ラッツは「ラップ・トラップ」(Rap Trap)で初の全英シングルチャート1位を獲得する。同シングルはイギリスで初めてチャートのトップを獲得したニュー・ウェイヴ・シングルであった。引き続き1979年には「哀愁のマンデイ」（I Don't Like Mondays）がヒットし、同時に議論の的となった。同曲はカリフォルニア州サンディエゴで1979年1月にブレンダ・アン・スペンサーが自宅から通りを挟んだ向こうにある小学校で起こした殺人事件を基に書かれた物であった。
ブームタウン・ラッツ解散後は東京に移住。その後はプロデューサーとしてLINDBERGや荻野目洋子、フラワーズ、UAといった日本のアーティストの作品に参加したほか、忌野清志郎率いるバンド、ラフィータフィーでも活躍した。テレビアニメ『B'T-X』のエンディングテーマ、「僕の生き方」（BLUE BOY）の編曲、プロデュースも手がけている。

## 楽曲提供

### 作曲
- 浅井ひろみ「5：00 A.M.」（作詞：朝野深雪、編曲：Joey Carbone、須貝幸生）
- 荻野目洋子「わかってないよねCHI,CHI」（編曲：月光恵亮・須貝幸生・神長弘一）

### 作曲・編曲
- UA「歪んだ太陽」
- 小柳昌法「Dream Monster」「Voice From The Sea」「The Cruel Sea」（全て小柳昌法との共同作曲）

### 編曲
- ESSEX『POPPERS』（共同）
- ORANGE「LOVE SICK」
- 小柳昌法「夢を追い求めて」
- stereo criminals『2X』（改名以前のAXXL時代、共同）
- 鷹橋敏輝「7月のBLUE MOON NIGHT」（作詞：さとうみかこ）「Heart Beat」（作詞：田村直美）
- 田村直美「あの日のPromise」（月光恵亮と共同）
- TOPAZ『PASSION REMAINED』
- BLUE BOY「僕の生き方」
- 法城慎一郎『TOMORROW STAY FREE』
- YOSU-KO『YOSU-KO』[1]『PEN & WATER』
- LINDBERG『LINDBERG VIII』